# Muhambal (nahija)
Nahija Muhambal (ar. ناحية محمبل)  je nahija u okrugu Ariha, u sirijskoj pokrajini Idlib. Po popisu iz 2004. (prije rata), nahija je imala 27.098 stanovnika. Administrativno sjedište je u naselju Muhambal.